# Sophie Kennedy Clark
Sophie Kennedy Clark (Aberdeen, 6 settembre 1990) è un'attrice scozzese.

## Biografia
Esordisce nel ruolo della figlia di David Tennant nella serie TV Single Father. È particolarmente conosciuta per aver interpretato Philomena Lee da giovane nel film di Stephen Frears Philomena, con Judi Dench, e per aver partecipato al film di Lars von Trier Nymphomaniac. Nel 2012 ha avuto anche una piccola parte nel film di Tim Burton Dark Shadows, insieme a Johnny Depp, Helena Bonham Carter e Michelle Pfeiffer.

## Filmografia parziale

### Cinema
- Dark Shadows, regia di Tim Burton (2012)
- Philomena, regia di Stephen Frears (2013)
- Heart of Nowhere, regia di Charlie Fink - cortometraggio (2013)
- Nymphomaniac, regia di Lars von Trier (2013)
- Stonehearst Asylum, regia di Brad Anderson (2014)

### Televisione
- Single Father - miniserie TV, 4 puntate (2010)
- Black Mirror - serie TV, episodio 1x01 (2011)

## Doppiatrici italiane
- Eleonora Reti in Black Mirror
- Letizia Ciampa in Philomena
- Benedetta Ponticelli in Nymphomaniac